# حصیرآباد
حصیرآباد یکی از محله‌های قدیمی شهر اهواز است. این محله در راستای شمال جنوب بین محله‌های آسیه آباد و راه بند بوده و همچون آسیه آباد در راستای خیابان کارون و روی دامنهٔ تپه قرار گرفته‌است.
حصیر آباد از سوی دیگر بین منبع آب و عامری قرار دارد. خیابان کارون در قسمت حصیر آباد به صورت بازار درآمده و از قدیم جزو مناطق شلوغ نواحی اطراف به‌شمار می‌آید.

## نامگذاری
زمانیکه خانه‌های شهر اهواز اغلب از خشت، گل و آجر ساخته می‌شد، خانه‌های این محله، از حصیر ساخته می‌شد. البته اکنون هیچ خانه حصیری در این محله یافت نمی‌شود.

## وضعیت شهری
بیشتر خانه‌های موجود در حصیرآباد قدیمی هستند. اما تعداد رو به رشدی آپارتمان و خانه‌های نوساز نیز امروزه به چشم می‌خورند. برخی مناطق حصیرآباد به‌دلیل واقع شدن روی تپه، از نظر ایمنی خطرناکند؛ به‌طورمثال در نیمهٔ شب ۲۸ آذر ۱۳۸۲ سقوط صخره در این مناطق روی سه منزل مسکونی سبب کشته شدن سه نفر شد.
حصیرآباد یکی از محله‌های قدیمی شهر اهواز که با رشته کوهی در کنار آن و در مرکز شهر بطورکامل قابل تشخیص است. نکتهٔ بارز منطقه وجود رشته به‌نسبت طولانی از تپه‌های ماسه‌ای که در کنار ان خانه‌های متعددی نیز ساخته شده‌است. این منطقه سالهاست که بدون توجه مسئولان به حال خود رها شده و از امکانات پایینی برخوردار است. وجود زاغه‌نشینی در کنار آن یکی از مشکلات همیشگی آن بوده‌است. 
خیابان اصلی این منطقه از حدفاصل بازارچه شهرداری تا مخابرات در طرح توسعه قرار دارد و بیشتر بافت قدیمی این خیابان می بایست تخریب و جاده آن وسعت پیدا کند که نه مردم و نه کسبه و مسئولین همکاری نمی کنند در صورت وسعت این جاده مسیر شمال به جنوب اهواز دارای یک کریدور جدید می‌شود که بسیار هم در جهت کم کردن فاصله موثر می‌باشد.